# Bătălia de la Curtea de Argeș
Bătălia de la Curtea de Argeș a avut loc la 25 noiembrie 1600, lângă Curtea de Argeș, între valahii conduși de Mihai Viteazul și trupele poloneze ale lui Jan Zamoyski (sprijinite de trupe moldovenești). 